# Althea Reinhardt
Althea Reinhardt (Aarhus, 1 september 1996) is een Deense handbalspeler die deel uitmaakt van het Deense nationale team.

## Carrière

### Club
Althea Reinhardt begon met handballen bij de club Nykøbing Falster Håndboldklub. Bij deze club debuteerde ze ook op professioneel niveau. In 2015 speelde Reinhardt een jaar bij Roskilde Håndbold. In 2016 tekende ze een contract bij competitiegenoot Odense Håndbold. In 2020 won Reinhardt met Odense de Deense Beker en in 2021 en 2022 werd ze met deze club kampioen van de Damehåndboldligaen.

### Nationaal team
Reinhardt maakte in 2016 deel uit van de Deense selectie voor het EK 2016 in Zweden nadat ze in eerste instantie was afgevallen. Door een blessure bij Rikke Poulsen werd Reinhardt alsnog aan de selectie toegevoegd. In 2021 behaalde Reinhardt een bronzen medaille op het WK 2021 in Spanje. Een jaar later wist Reinhardt met Denemarken een zilveren medaille te winnen op het EK 2022 in Slovenië, Noord-Macedonië en Montenegro. In 2023 wist Reinhardt op het EK 2023 in Denemarken, Noorwegen en Zweden opnieuw een bronzen medaille te behalen.